# Ривалство Ђоковића и Федерера
Новак Ђоковић из Србије и Роџер Федерер из Швајцарске су професионални тенисери који су играли укупно 50 пута, а Ђоковић води са 27:23 (плус предаја Федерера у финалу завршног мастерса 2014), састали су се на свим подлогама. Ђоковић води 3:1 на трави и са 20:18 на бетону док су изједначени 4:4 на шљаци. Ђоковић је једини играч поред Надала који је победио Федерера на више гренд слем турнира још од 2004. године, једини играч поред Надала који је победио Федерера на гренд слем турнирима два пута узастопно (2010. на УС Опену и Аустралијан Опену 2011), такође једини тенисер који је победио Федерера најмање једном на сва четири гренд слем турнира. Федерер је окончао савршен почетак сезоне Ђоковића (41:0) победом у полуфиналу Отвореног првенства Француске 2011. године. Ривалство Ђоковића и Федерера сврстава се као део велике четворке у тенису коју чине Федерер, Надал, Ђоковић и Мареј. Многи тениски стручњаци сматрају ово ривалство као најбоље играно на тврдој подлози у историји тениса.
Ђоковић и Федерер су једини играчи у Опен ери који имају преко 60 победа на сва четири гренд слем турнира.

## Мечеви на гренд слем турнирима

### Отворено првенство Аустралије
Ђоковић и Федерер су играли четири пута на Отвореном првенству Аустралије, Србин је победио три пута, а Швајцарац једном. Први пут су се срели на Отвореном првенству Аустралије 2007, где је Федерер победио у осмини финала у три сета. Други пут су се састали наредне године, у полуфиналу, када је Ђоковић добио меч у три сета и достигао своје друго гренд слем финале, где је на крају освојио своју прву титулу победом над Французом Цонгом. То је био први пут да је Федерер побеђен максималним резултатом пошто је постао светски број један. Три године касније, у полуфиналу 2011, Ђоковић је поново победио у три сета и, као и 2008, освојио је титулу, овог пута победивши Ендија Марија. На последњем АО. 2020. године, Ђоковић је први сет добио неизвесно, у тај-брејку. Федерер је одржао добру игру у другом сету и трећем сету, али је на крају посустао и изгубио меч са 3:0. од српсҝог шампиона. Новак је постао рекордер по броју освојених титула на Аустралијан опену, са 10 пехара.
У полуфиналу 2016. године, Новак је доминирао у прва два сета и на крају је добио меч са 3:1.

### Отворено првенство Француске
Играли су два меча на Ролан Гаросу до сада, и то оба у полуфиналу. Први меч је одигран 2011. године. Ђоковић је започео турнир са победничким низом од 39 победа и био је сензација у тој сезони. Федерер је победио у четири сета. Тако је он прекинуо Ђоковићев победнички низ од 43 меча узастопно без пораза и 41 од почетка 2011. године. Овом победом, Федерер је повећао предност над Ђоковићем на 14-9 и 3-1 на шљаци. Други меч је игран наредне године, али овог пута Ђоковић је победио убедљиво у три сета за своје прво финале на Ролан Гаросу. Уједно то је био и покушај да освоји сва четири гренд слема у низу што је једино пошло за руком Роду Лејверу. У финалу је поражен 4:6, 3:6, 6:2, 5:7 од Рафаела Надала, који је освојио седму титулу на Ролан Гаросу.

### Вимблдон
Федерер и Ђоковић су се састали у полуфиналу Вимблдона 2012. Тај меч је добио Федерер резултатом 6:3, 3:6, 6:4, 6:3. Са овом победом, Федерер је постао први играч који је победио Ђоковића на сва четири гренд слем турнира. Федерер је победио Ендија Мареја у финалу, а као резултат тога, преузео је од Ђоковића прво место на АТП светској ранг листи. У епском финалу 2014. Ђоковић је савладао Федерера са 3:2 и тако га победио први пут у неком гренд слем финалу. Након тога је преузео прво место на АТП листи испред Надала. Ђоковић и Федерер поново су се састали у финалу 2015. године, а Ђоковић је опет победио, овог пута нешто лакше са 3:1. Вимблдонско финале 2019. остаће упамћено као најдуже у историји, најстаријег гренд слема. Трајало је 5. сати, a Ђоковић је тријумфовао са 3:2 и освојио свој 16. гренд слем, a свој пети Вимблдон.

### УС Опен
Двојица играча су играли шест пута на УС Опену, а скор је нерешен 3:3. Ђоковић је играо своје прво гренд слем финале против Федерера 2007. године, које је Швајцарац добио са 3:0. Следеће четири године Швајцарац и Србин су се састали у четири узастопна полуфинала последњег гренд слема у сезони. Федерер је добио прве две, 2008. и 2009. године. Посебно се издваја тренутак са меча 2009, када је освојио поен пребацујући лоптицу кроз ноге и у поље Ђоковића. Њихова следећа два меча на овом турниру су одиграна 2010. и 2011. Оба су завршена у пет сетова и у оба је победио Ђоковић. Српски тенисер је спашавао две меч лопта на ова два сусрета. Када је Федерер сервирао у петом сету за меч 2011. године, при његовом водству 5-3, Ђоковић је освојио поен из форхенд ритерна погодивши линију. Након тога, добио је 4 узастопне гема за финале са Надалом. Освајањем овог финала, у четири сета, Ђоковић је први пут тријумфовао у Њујорку. На следећи меч ових двојице тенисера чекало се четири године, и то у финалу. Ђоковић је победио у тешком психолошком мечу са 3:1 (6:4, 5:7, 6:4, 6:4) и стигао до друге титуле на Отвореном првенству САД.
| Ђоковић | Такмичење         | Федерер |
| ------- | ----------------- | ------- |
| 11      | Гренд слем        | 6       |
| 3       | Тенис мастерс куп | 3       |
| 11      | АТП Мастерс 1000  | 9       |
| 2       | АТП 500           | 4       |
| 0       | АТП 250           | 0       |
| 0       | Дејвис куп        | 1       |

## Финала АТП Мастерс 1000
Прво финале из категорије АТП Мастерс 1000 Ђоковић и Федерер су одиграли 2007. године у Монтреалу. Меч је одигран у три сета, а након неизвесне борбе победио је Новак Ђоковић који је оба сета освојио у тај-брејку. Још три финала су играли, и све у Синсинатију, САД. Федерер је победио убедљиво у два сета на сва три финала, 2009. и поготово у 2012. године када је добио први сет са нулом, што је први пут дошло у њиховим мечевима и на крају 2015. године.
На завршном тенис мастерс купу 2012. Ђоковић је победио Федерера и тако потврдио прво место на крају године. Такође, Ђоковић је победио Федерера на завршном турниру 2014. без борбе, пошто се Федерер повукао због повреде леђа. То је било први пут у историји тог турнира да је играч предао финални меч.

#### Мастерс титуле
Новак Ђоковић освојио је 40 мастерс титуле, а Роџер Федерер је освојио 27 (од Синсинатија 2018). Оба играча су освојили највише мастерс 1000 титула на тврдим теренима у Опен ери. Ђоковић је освојио 23 и Федерер 21.
| Турнир         | Ђоковић | Федерер |
| -------------- | ------- | ------- |
| Индијан Велс   | 5       | 5       |
| Мајами         | 6       | 4       |
| Монте Карло    | 2       | 0       |
| Мадрид/Хамбург | 3       | 6       |
| Рим            | 6       | 0       |
| Канада опен    | 4       | 2       |
| Синсинати      | 3       | 7       |
| Шангај/Мадрид  | 4       | 3       |
| Париз мастерс  | 7       | 1       |
| Укупно         | 40      | 27      |

## Односи играча
„Био сам љут на њега зато што је позвао физиотерапеута да му помогне, а нема разлога за то. То је било у петом сету против мог ортака Стана. То је то. Имали смо кратак разговор у Мадриду након тога и ствари између мене и њега су прилично кул већ дуго времена.”

 — Роџер Федерер, изјава из 2012. поводом ситуације у мечу Дејвис купа 2006. године.
Роџер Федерер је у више наврата критиковао Ђоковића наводно због понашања на терену и ван њега. У мечу Дејвис купа између Швајцарске и Србије 2006. године, Ђоковић је победио Вавринку и више пута током меча тражио је медицински тајм аут због повреде, што је разљутило Федерера. На мечу у Монте Карлу 2008. године догодио се први већи инцидент. Федерер је покушао да ућутка Новакове родитеље у ложи (сматрајући да су прегласни) реченицом „Be quiet, ok!“ (На српском: Будите тихи, ОК). Ђоковић је наставио са игром и није давао изјаве поводом тога. Затим 2009, након предаје Ђоковића у четвртфиналу Аустралијан Опена против Родика због болова и високе температуре, Федерер је изјавио да је „разочаран Ђоковићевим потезом, као и да је, без обзира на предају, Енди потпуно заслужио победу, наводећи да је у каријери предао само један меч”. После меча у Њујорку 2011. године, када су играли у полуфиналу, Федерер је изјавио да је Ђоковић случајно погодио винер из форхенд ритерна на меч лопту: „Ја верујем да се вредан рад исплати... Тако да је јако тешко разумети како неко може да одигра тај ударац на меч поену. Али, можда он то ради већ 20 година и то је за њега нормално. Морате њега (Ђоковића) да питате”. На њиховом финалном мечу завршног мастерса у Лондону, Роџер је сео на место које је припадало првом тенисеру света, није утврђено да ли је то урадио случајно или намерно. Домаћи и страни медији доста су писали о њиховом односу и о томе да ли су пријатељи. Федерер је изјавио да новинари често умеју да погрешно пренесу изјаву и да нема нетрпељивости између њега и Ђоковића.

## Листа мечева
Резултати са мечева АТП турнира, Дејвис купа и главног жреба гренд слем турнира.

### Ђоковић—Федерер (27:23)
| Број | Година | Турнир           | Подлога   | Рунда        | Победник | Резултат                           | Ђоковић | Федерер |
| ---- | ------ | ---------------- | --------- | ------------ | -------- | ---------------------------------- | ------- | ------- |
| 1.   | 2006   | Монте Карло      | шљака     | 1. коло      | Федерер  | 6:3, 2:6, 6:3                      | 0       | 1       |
| 2.   | 2006   | Дејвис куп       | бетон (д) | 1. коло      | Федерер  | 6:3, 6:2, 6:3                      | 0       | 2       |
| 3.   | 2007   | Аустралијан опен | бетон     | 4. коло      | Федерер  | 6:2, 7:5, 6:3                      | 0       | 3       |
| 4.   | 2007   | Дубаи            | бетон     | Четвртфинале | Федерер  | 6:3, 6:7(6:8), 6:3                 | 0       | 4       |
| 5.   | 2007   | Канада           | бетон     | Финале       | Ђоковић  | 7:6(7:2), 2:6, 7:6(7:2)            | 1       | 4       |
| 6.   | 2007   | УС Опен          | бетон     | Финале       | Федерер  | 7:6(7:4), 7:6(7:2), 6:4            | 1       | 5       |
| 7.   | 2008   | Аустралијан опен | бетон     | Полуфинале   | Ђоковић  | 7:5, 6:3, 7:6(7:5)                 | 2       | 5       |
| 8.   | 2008   | Монте Карло      | шљака     | Полуфинале   | Федерер  | 6:3, 3:2, предаја                  | 2       | 6       |
| 9.   | 2008   | УС Опен          | бетон     | Полуфинале   | Федерер  | 6:3, 5:7, 7:5, 6:2                 | 2       | 7       |
| 10.  | 2009   | Мајами           | бетон     | Полуфинале   | Ђоковић  | 3:6, 6:2, 6:3                      | 3       | 7       |
| 11.  | 2009   | Рим              | шљака     | Полуфинале   | Ђоковић  | 4:6, 6:3, 6:3                      | 4       | 7       |
| 12.  | 2009   | Синсинати        | бетон     | Финале       | Федерер  | 6:1, 7:5                           | 4       | 8       |
| 13.  | 2009   | УС Опен          | бетон     | Полуфинале   | Федерер  | 7:6(7:3), 7:5, 7:5                 | 4       | 9       |
| 14.  | 2009   | Базел            | бетон (д) | Финале       | Ђоковић  | 6:4, 4:6, 6:2                      | 5       | 9       |
| 15.  | 2010   | Канада           | бетон     | Полуфинале   | Федерер  | 6:1, 3:6, 7:5                      | 5       | 10      |
| 16.  | 2010   | УС Опен          | бетон     | Полуфинале   | Ђоковић  | 5:7, 6:1, 5:7, 6:2, 7:5            | 6       | 10      |
| 17.  | 2010   | Шангај           | бетон     | Полуфинале   | Федерер  | 7:5, 6:2                           | 6       | 11      |
| 18.  | 2010   | Базел            | бетон (д) | Финале       | Федерер  | 6:4, 3:6, 6:1                      | 6       | 12      |
| 19.  | 2010   | Мастерс куп      | бетон (д) | Полуфинале   | Федерер  | 6:1, 6:4                           | 6       | 13      |
| 20.  | 2011   | Аустралијан опен | бетон     | Полуфинале   | Ђоковић  | 7:6(7:3), 7:5, 6:4                 | 7       | 13      |
| 21.  | 2011   | Дубаи            | бетон     | Финале       | Ђоковић  | 6:3, 6:3                           | 8       | 13      |
| 22.  | 2011   | Индијан Велс     | бетон     | Полуфинале   | Ђоковић  | 6:3, 3:6, 6:2                      | 9       | 13      |
| 23.  | 2011   | Ролан Гарос      | шљака     | Полуфинале   | Федерер  | 7:6(7:5), 6:3, 3:6, 7:6(7:5)       | 9       | 14      |
| 24.  | 2011   | УС Опен          | бетон     | Полуфинале   | Ђоковић  | 6:7(7:9), 4:6, 6:3, 6:2, 7:5       | 10      | 14      |
| 25.  | 2012   | Рим              | шљака     | Полуфинале   | Ђоковић  | 6:2, 7:6(7:4)                      | 11      | 14      |
| 26.  | 2012   | Ролан Гарос      | шљака     | Полуфинале   | Ђоковић  | 6:4, 7:5, 6:3                      | 12      | 14      |
| 27.  | 2012   | Вимблдон         | трава     | Полуфинале   | Федерер  | 6:3, 3:6, 6:4, 6:3                 | 12      | 15      |
| 28.  | 2012   | Синсинати        | бетон     | Финале       | Федерер  | 6:0, 7:6(9:7)                      | 12      | 16      |
| 29.  | 2012   | Мастерс куп      | бетон (д) | Финале       | Ђоковић  | 7:6(8:6), 7:5                      | 13      | 16      |
| 30.  | 2013   | Париз            | бетон (д) | Полуфинале   | Ђоковић  | 4:6, 6:3, 6:2                      | 14      | 16      |
| 31.  | 2013   | Мастерс куп      | бетон (д) | Групна фаза  | Ђоковић  | 6:4, 6:7(2:7), 6:2                 | 15      | 16      |
| 32.  | 2014   | Дубаи            | бетон     | Полуфинале   | Федерер  | 3:6, 6:3, 6:2                      | 15      | 17      |
| 33.  | 2014   | Индијан Велс     | бетон     | Финале       | Ђоковић  | 3:6, 6:3, 7:6                      | 16      | 17      |
| 34.  | 2014   | Монте Карло      | шљака     | Полуфинале   | Федерер  | 7:5, 6:2                           | 16      | 18      |
| 35.  | 2014   | Вимблдон         | трава     | Финале       | Ђоковић  | 6:7, 6:4, 7:6, 5-7, 6-4            | 17      | 18      |
| 36.  | 2014   | Шангај           | бетон     | Полуфинале   | Федерер  | 6:4, 6:4                           | 17      | 19      |
| —    | 2014   | Мастерс куп      | бетон (д) | Финале       | Ђоковић  | предаја                            | 17      | 19      |
| 37.  | 2015   | Дубаи            | бетон     | Финале       | Федерер  | 6:3, 7:5                           | 17      | 20      |
| 38.  | 2015   | Индијан Велс     | бетон     | Финале       | Ђоковић  | 6:3, 6:7 (5:7), 6:2                | 18      | 20      |
| 39.  | 2015   | Рим              | шљака     | Финале       | Ђоковић  | 6:4, 6:3                           | 19      | 20      |
| 40.  | 2015   | Вимблдон         | трава     | Финале       | Ђоковић  | 7:6, 6:7, 6-4, 6-3                 | 20      | 20      |
| 41.  | 2015   | Синсинати        | бетон     | Финале       | Федерер  | 7:6(7:1), 6:3                      | 20      | 21      |
| 42.  | 2015   | УС Опен          | бетон     | Финале       | Ђоковић  | 6:4, 5:7, 6:4, 6:4                 | 21      | 21      |
| 43.  | 2015   | Мастерс куп      | бетон (д) | Групна фаза  | Федерер  | 7:5, 6:2                           | 21      | 22      |
| 44.  | 2015   | Мастерс куп      | бетон (д) | Финале       | Ђоковић  | 6:3, 6:4                           | 22      | 22      |
| 45.  | 2016   | Аустралијан опен | бетон     | Полуфинале   | Ђоковић  | 6:1, 6:2, 3:6, 6:3                 | 23      | 22      |
| 46.  | 2018   | Синсинати        | бетон     | Финале       | Ђоковић  | 6:4, 6:4                           | 24      | 22      |
| 47.  | 2018   | Париз            | бетон     | Полуфинале   | Ђоковић  | 7:6, 5:7, 7:5                      | 25      | 22      |
| 48.  | 2019   | Вимблдон         | трава     | Финале       | Ђоковић  | 7:6(5), 1:6, 7:6(4), 4:6, 13:12(3) | 26      | 22      |
| 49.  | 2019   | Мастерс куп      | бетон (д) | Групна фаза  | Федерер  | 6:4, 6:3                           | 26      | 23      |
| 50.  | 2020   | Аустралијан опен | бетон     | Полуфинале   | Ђоковић  | 7:6(1), 6:4, 6:3                   | 27      | 23      |

| Легенда (2004–2008)             |
| Гренд слем турнири              |
| Мастерс Куп                     |
| АТП Мастерс Серија              |
| АТП Интернационална Серија Голд |
| АТП Интернационална Серија      |
| Дејвис Куп                      |

| Легенда (2009–убудуће) |
| Гренд слем турнири     |
| АТП Мастерс Финале     |
| АТП Мастерс 1000       |
| АТП 500 Серија         |
| АТП 250 Серија         |
| Дејвис Куп             |

## Анализа мечева

### Финала
Гренд слем: Ђоковић води 4:1
Мастерс куп: Ђоковић води 2:0 (2014. године је Федерер предао меч због повреде пре него што су изашли на терен)
АТП Мастерс 1000: Ђоковић води 5:3
АТП 500 Серија: Нерешено 2:2
Укупан резултат: Ђоковић води 13:6

### Мечеви на подлогама
Шљака: 4:4
Шљака/финала: Ђоковић води 1:0
Шљака/гренд слем финала: 0:0
Трава: Ђоковић води 3:1
Трава/финала: Ђоковић води 3:0
Трава/гренд слем финала: Ђоковић води 3:0
Бетон: Ђоковић води 20:18
Бетон/финала: Ђоковић води 8:5
Бетон/гренд слем финала: 1:1

### Гренд слем мечеви укупно
Шљака: 1:1
Трава: Ђоковић води 3:1
Бетон: Ђоковић води 7:4
|                  | Бетон   | Бетон   | Шљака   | Шљака   | Трава   | Трава   | Бетон (д) | Бетон (д) | Укупно  | Укупно |
| Ђоковић          | Федерер | Ђоковић | Федерер | Ђоковић | Федерер | Ђоковић | Федерер   | Ђоковић   | Федерер |        |
| ---------------- | ------- | ------- | ------- | ------- | ------- | ------- | --------- | --------- | ------- | ------ |
| Аустралијан опен | 4       | 1       |         |         |         |         |           |           | 4       | 1      |
| Ролан Гарос      |         |         | 1       | 1       |         |         |           |           | 1       | 1      |
| Вимблдон         |         |         |         |         | 3       | 1       |           |           | 3       | 1      |
| УС Опен          | 3       | 3       |         |         |         |         |           |           | 3       | 3      |
| Индијан Велс     | 3       | 0       |         |         |         |         |           |           | 3       | 0      |
| Мајами           | 1       | 0       |         |         |         |         |           |           | 1       | 0      |
| Монте Карло      |         |         | 0       | 3       |         |         |           |           | 0       | 3      |
| Рим              |         |         | 3       | 0       |         |         |           |           | 3       | 0      |
| Канада           | 1       | 1       |         |         |         |         |           |           | 1       | 1      |
| Синсинати        | 1       | 3       |         |         |         |         |           |           | 1       | 3      |
| Шангај мастерс   | 0       | 2       |         |         |         |         |           |           | 0       | 2      |
| Париз мастерс    |         |         |         |         |         |         | 2         | 0         | 2       | 0      |
| Мастерс куп      |         |         |         |         |         |         | 3         | 3         | 3       | 3      |
| Дубаи            | 1       | 3       |         |         |         |         |           |           | 1       | 3      |
| Базел            |         |         |         |         |         |         | 1         | 1         | 1       | 1      |
| Дејвис куп       |         |         |         |         |         |         | 0         | 1         | 0       | 1      |
| Укупно           | 14      | 13      | 4       | 4       | 3       | 1       | 6         | 5         | 27      | 23     |

### Сет статистика
| Ђоковић | Сет           | Федерер |
| ------- | ------------- | ------- |
| 1       | 13–12         | 0       |
| 15      | 7–6           | 12      |
| 7       | 7–5           | 15      |
| 15      | 6–4           | 13      |
| 22      | 6–3           | 20      |
| 11      | 6–2           | 7       |
| 2       | 6–1           | 5       |
| 0       | 6–0           | 1       |
| 73      | Укупно сетова | 73      |
| 747     | Укупно гемова | 755     |

## Егзибициони мечеви

### Ђоковић—Федерер (2:0)
| Број | Година | Турнир   | Подлога | Рунда      | Победник | Резултат | Ђоковић | Федерер |
| ---- | ------ | -------- | ------- | ---------- | -------- | -------- | ------- | ------- |
| 1.   | 2011   | Абу Даби | бетон   | полуфинале | Ђоковић  | 6:2, 6:1 | 1       | 0       |
| 2.   | 2014   | Њу Делхи | бетон   | егзибиција | Ђоковић  | 6:6      | 2       | 0       |

Напомена:Егзибициони мечеви не улазе у званичну статистику.

## Рекорди
- Рекорд од 38 мечева који су одиграли један против другог на бетону.
- Рекорд од 17 мечева који су одиграли један против другог на гренд слему.
- Једини играчи у историји који су се сусрели 11 пута у гренд слем полуфиналу.
- Рекорд од 6 мечева који су одиграли један против другог на УС Опену.
- Рекорд од 5 узастопних мечева који су одиграли један против другог на једном гренд слем турниру (на УС Опену).

### Видео
- Све меч лопте ривалства Ђоковића и Федерера